# Amelia Dimoldenberg
Amelia Dimoldenberg /d ɪ ˈ m oʊ l d ə n b ɜːr ɡ /, née le 30 janvier 1994 à Londres (Angleterre) est une comédienne et présentatrice anglaise. Elle crée et anime la série Chicken Shop Date, dans laquelle elle interviewe des célébrités dans des restaurants de poulet frit le tout en utilisant son sens de l'humour inexpressif, teinté de sarcasme et de gêne ,,,.

## Jeunesse
Amelia Dimoldenberg naît dans le quartier de Westminster à Londres le 30 janvier 1994. Elle est la fille de Linda Dimoldenberg, une bibliothécaire à la retraite, et de Paul Dimoldenberg, un membre du conseil municipal de Westminster. Son père est membre du parti travailliste. Elle grandit à Marylebone et fréquente l'école Sainte Marylebone. Elle obtient un baccalauréat en anglais, arts, politique et informatique avant de continuer ses études en suivant une classe préparatoire en art et design et une licence en communication de la mode à Central Saint-Martins. Elle affirme que son temps à l'université se passait « à la limite de la scène ultra-moderne » et qu'elle « laissait la fête à ceux qui avaient l'endurance et les invitations pour ».

## Carrière

### Chicken Shop Date
Chicken Shop Date débute comme une rubrique humoristique écrite par Amelia Dimoldenberg pour le magazine jeunesse The Cut, basé à la maison des jeunes  dans le Stowe Centre sur Harrow Road  . C'est l'intérêt des autres membres pour la musique grime qui l'amène  à interviewer des artistes de ce genre musical. Elle commence donc par interviewer des « amis d'amis » . Amelia Dimoldenberg a l'idée de faire ces entretiens sous forme de rendez-vous galant, et choisit de les organiser dans un magasin de poulets frits car c'était « un endroit où l'on n'irait pas habituellement pour un rendez-vous ». Le premier épisode filmé est sorti en 2014, avec comme invité le MC grime Ghetts.
Le tournage de chaque épisode dure environ 40 minutes et, une fois monté, l'épisode a une durée maximum de sept minutes . Amelia Dimoldenberg décrit son personnage dans la série comme « une version exagérée » d'elle-même, elle ajoute que « c'est dans le montage que le personnage apparaît, on coupe et recoupe des passages pour que ce soit encore plus gênant ». Elle est alors intentionnellement maladroite et absurde, ce qui rend les entrevues uniques en leur genre. Bien que Chicken Shop Date ne soit « pas aussi populaire » que les formats d'interview américains comme Hot Ones, Between Two Ferns et Carpool Karaoke, Jonah Engel Bromwich du New York Times le décrit comme « remarquable par la manière dont il s'est développé en puisant dans une sous-culture spécifique » et ajoute que « capter un public de passionnés de musique a donné de la crédibilité à l'émission ».

### Télévision
Début 2018, Amelia Dimoldenberg présente le documentaire Meet the Markles sur la chaîne Channel 4, dans lequel elle se rend aux États-Unis pour rencontrer des membres de la famille de Meghan Markle . Le Telegraph la qualifie de « balade divertissante [...] ponctuée de moments de véritable hilarité » et l' Evening Standard décrit l'émission comme un « succès instantané. Plus tard cette année-là, elle apparaît dans un épisode de The Big Narstie Show ». En octobre, elle apparaît en tant que « journaliste itinérante » dans la première saison de l'émission humoristique d'ITV2 centrée sur le hip-hop, Don't Hate the Playaz . La série est sélectionnée pour un Royal Television Society Award. Amelia Dimoldenberg n'apparaît pas dans la deuxième saison.
En 2020, Amelia Dimoldenberg apparaît dans l'émission Celebrity Come Dine with Me de la chaîne Channel 4 avec Marcel Somerville, Dave Benson Phillips, Anthea Turner et AJ Odudu.
En décembre 2021, Amelia Dimoldenberg  est annoncée en tant qu'animatrice d'une série de courts-métrages diffusé sur le web intitulé Celebrity Rebrand pour la chaîne Channel 4. La première saison, composée de six épisodes, est diffusée via les réseaux sociaux de la chaîne,. L'émission humoristique met en scène une Amelia Dimoldenberg « experte en image de marque pour les célébrités » qui tente d'aider différentes stars de la chaîne Channel 4 à se réinventer.
En 2022, Amelia Dimoldenberg devient égérie de la marque Olay. En janvier 2023, elle apparaît dans un épisode « New Year's Treat » de Taskmaster aux côtés de Self Esteem, Mo Farah, Greg James et Carol Vorderman.